# Heriberto Brito Arriagada
Heriberto Brito Arriagada (Los Ángeles, 1 de diciembre de 1851 - 25 de octubre de 1931). Militar y político conservador chileno. Hijo de Manuel Brito y Felipa Arriagada Lopez-Tiznado. Contrajo matrimonio con María Félix Novoa Brito (1883).

## Actividades Profesionales
Estudió en el Liceo de Concepción y cumplió con su servicio militar sirviendo dos años en el Escuadrón N.º 4 de Caballería Cívica de la ciudad de Laja y luego en el Batallón Cívico de Los Ángeles (1871-1883).
Se desempeñó como profesor de matemáticas en el Liceo de Los Ángeles y fue administrador de Correos y del Estanco. Fue también agente del Banco Santiago en la ciudad de Los Ángeles. Se dedicó también a actividades agrícolas en su fundo "San Antonio" ubicado cerca de su ciudad natal, además tuvo otras tierras en los alrededores, "La Huerta" y el fundo "Santa Matilde".

## Actividades Políticas
Militante del Partido Conservador, llegó a ser presidente del directorio regional.
Fue Regidor de Los Ángeles (1888-1891) y Alcalde de la ciudad (1891-1894).
Elegido Diputado por Laja, Nacimiento y Mulchén (1897-1900 y 1900-1903). En estos dos períodos legislativos fue parte de las comisiones permanentes de Negocios Eclesiásticos y la de Economía y Comercio. 
Nombrado Intendente de Biobío (1924) y elegido Vocal de la Junta de Vecinos de Los Ángeles (1927).

## Actividades Públicas
Consiguió la instalación eléctrica de la ciudad de Los Ángeles, en 1882, directamente con el señor W. N. Stewer, representante en Chile de Thomas Edison. Fue la primera ciudad chilena que tuvo en sus calles aquel sistema de alumbrado eléctrico inventado por aquel norteamericano.
Donó el agua potable en la ciudad de Los Ángeles, proveyendo acceso a las vertientes proveniente de su fundo.
Consiguió la fundación en dicha ciudad, del Regimiento Lautaro N.°10 de línea.